# Bolostromus suspectus
Bolostromus suspectus är en spindelart som beskrevs av O. Pickard-Cambridge 1911. Bolostromus suspectus ingår i släktet Bolostromus och familjen Cyrtaucheniidae.
Artens utbredningsområde är Uganda. Inga underarter finns listade.